# Wielki Teatr Białorusi
Wielki Teatr Białorusi (Большой театр Беларуси), uprzednio Narodowy Akademicki Wielki Teatr Opery i Baletu Republiki Białoruś (biał. Нацыянальны акадэмічны Вялікі тэатр оперы і балета) – teatr znajdujący się w parku w dzielnicy Trinity Hill w Mińsku. Miejscowi nazywają go „Teatrem Opiernym” (białoruski) lub „Teatrem Opery i Baletu”. Po otwarciu 25 maja 1933 początkowo nie posiadał własnej sali widowiskowej, do 1938 roku trupa występowała w gmachu Białoruskiego Teatru Dramatycznego.
Do najwybitniejszych kompozytorów należy Kulikowicz Szczeglow, który, podobnie jak niektórzy pisarze, wyjechał po wojnie na emigrację. Inni to Jewgienij Glebow, kompozytor opery Twoja wiosna (1963) i baletu Alpejska ballada (1967). W 1967 teatrowi przyznano tytuł Akademickiego za swój status w rozwoju sztuk widowiskowych.
Budynek został odnowiony i ponownie otwarty w 2009 roku. Wokół teatru dobudowano wiele rzeźb, lekko przesunięto jego scenę i poszerzono przestrzeń publiczną. Najnowocześniejszy sprzęt oświetleniowy i ruchowy został dodany przy zachowaniu oryginalnego projektu. Zespół baletowy uważany jest za jeden z czołowych zespołów na świecie.

## Teatr dzisiaj
Obecnie w repertuarze teatru znajdują się dzieła kompozytorów białoruskich, m.in. Szara Legenda Dmitrija Smolskiego (ros. Седая легенда, 1978).

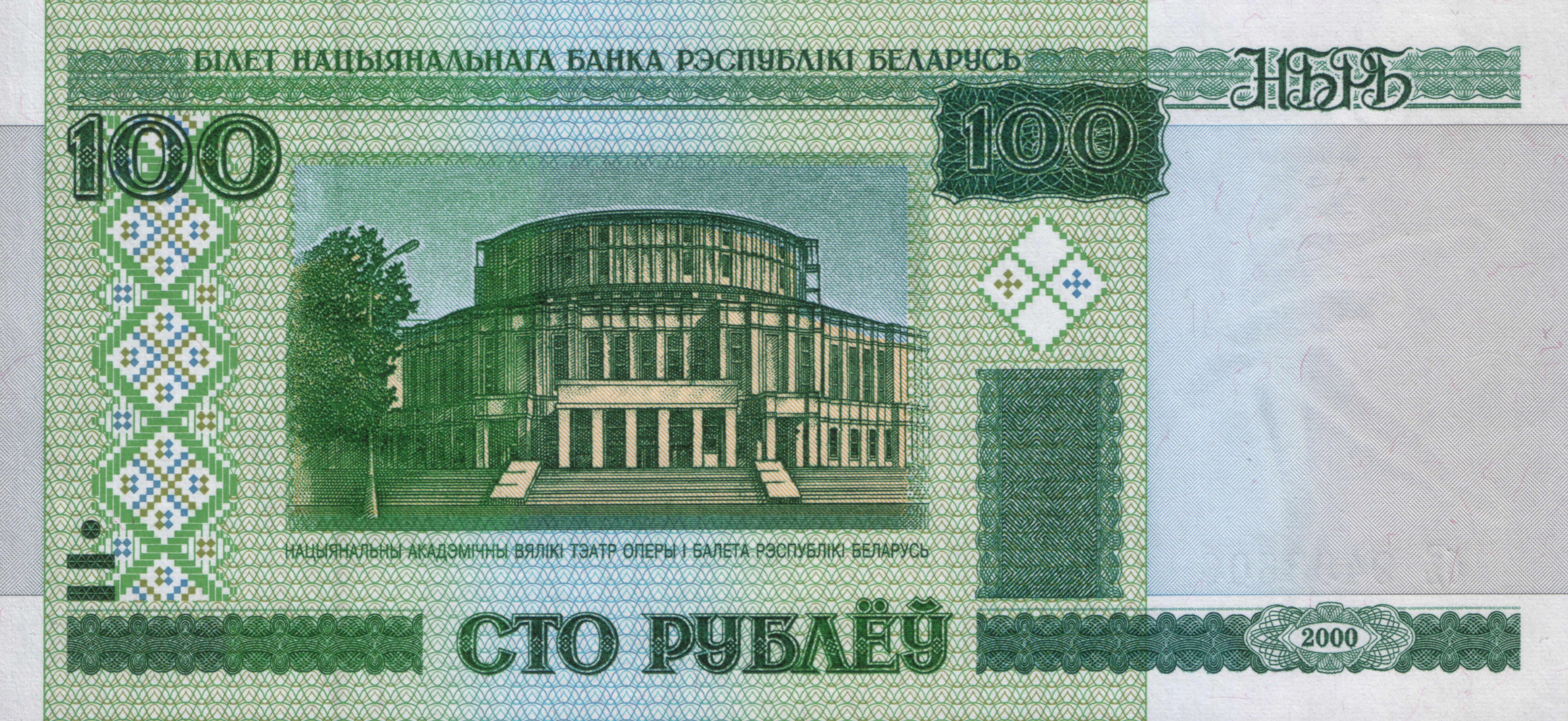
Wizerunek teatru na banknocie 100 rubli białoruskich